# Partit Nacionalista (Malta)
Partit Nacionalista (maltès: Partit Nazzjonalista, PN) és un partit polític maltès d'orientació democristiana. Fou fundat el 1880 pel doctor Fortunato Mizzi com a Partit Antireforma, oposat al decret d'impostos dictat per les autoritats colonials britàniques, i a les mesures per a anglitzar els sistemes educatiu i judicial. La presència de refugiats italians del Risorgimento va donar al partit un tarannà liberal i constitucionalista, cosa que provocà friccions entre Mizzi i l'església, i que abans de l'esclat de la Segona Guerra Mundial fos acusat de proitalià.
Des de la independència de Malta el 1964 ha guanyat 10 eleccions, mentre que el seu rival, el Partit Laborista n'ha guanyat tres. Fou un dels artífex de l'entrada de Malta a la Unió Europea el 2004. També guanyà les eleccions legislatives malteses de 2008, i el seu cap Lawrence Gonzi fou nomenat Primer Ministre de Malta.

## Resultats electorals

### Eleccions legislatives
| Any  | Líder               | Vots             | %                | Escons           | +/–              | Pos.             | Govern           |
| ---- | ------------------- | ---------------- | ---------------- | ---------------- | ---------------- | ---------------- | ---------------- |
| 1927 | Ugo Pasquale Mifsud | 14,321           | 41.5             | 13 / 32          | 13               | 2n               | Oposició         |
| 1932 | Ugo Pasquale Mifsud | 28,777           | 59.6             | 21 / 32          | 8                | 1r               | Majoria          |
| 1939 | Ugo Pasquale Mifsud | 11,618           | 33.1             | 3 / 10           | 18               | 2n               | Oposició         |
| 1945 | Enrico Mizzi        | No va participar | No va participar | No va participar | No va participar | No va participar | No va participar |
| 1947 | Enrico Mizzi        | 19,041           | 18.0             | 7 / 40           | 7                | 2n               | Oposició         |
| 1950 | Enrico Mizzi        | 31,431           | 29.6             | 12 / 40          | 5                | 1r               | Minoria          |
| 1951 | George Borg Olivier | 39,946           | 35.5             | 15 / 40          | 3                | = 1r             | Coalició         |
| 1953 | George Borg Olivier | 45,180           | 38.1             | 18 / 40          | 3                | 2n               | Coalició         |
| 1955 | George Borg Olivier | 48,514           | 40.2             | 17 / 40          | 1                | = 2n             | Oposició         |
| 1962 | George Borg Olivier | 48,514           | 40.2             | 25 / 50          | 8                | 1r               | Minoria          |
| 1966 | George Borg Olivier | 68,656           | 47.9             | 28 / 50          | 3                | = 1r             | Majoria          |
| 1971 | George Borg Olivier | 80,753           | 48.1             | 27 / 55          | 1                | 2n               | Oposició         |
| 1976 | George Borg Olivier | 99,551           | 48.5             | 31 / 65          | 4                | = 2n             | Oposició         |
| 1981 | Eddie Fenech Adami  | 114,132          | 50.9             | 31 / 65          | =                | = 2n             | Oposició         |
| 1987 | Eddie Fenech Adami  | 119,721          | 50.9             | 35 / 69          | 4                | 1r               | Majoria          |
| 1992 | Eddie Fenech Adami  | 127,932          | 51.8             | 34 / 65          | 1                | = 1r             | Majoria          |
| 1996 | Eddie Fenech Adami  | 124,864          | 47.8             | 34 / 69          | =                | 2n               | Oposició         |
| 1998 | Eddie Fenech Adami  | 137,037          | 51.8             | 35 / 65          | 1                | 1r               | Majoria          |
| 2003 | Eddie Fenech Adami  | 146,172          | 51.8             | 35 / 65          | =                | = 1r             | Majoria          |
| 2008 | Lawrence Gonzi      | 143,468          | 49.3             | 35 / 69          | =                | = 1r             | Majoria          |
| 2013 | Lawrence Gonzi      | 132,426          | 43.3             | 30 / 69          | 5                | 2n               | Oposició         |
| 2017 | Simon Busuttil      | 130,850          | 42.1             | 28 / 67          | 2                | = 2n             | Oposició         |
| 2022 | Bernard Grech       | 123,233          | 41.7             | 35 / 79          | 7                | = 2n             | Oposició         |

### Eleccions europees
| Any  | Líder          | Vots    | %     | Escons | +/– | Pos  |
| ---- | -------------- | ------- | ----- | ------ | --- | ---- |
| 2004 | Lawrence Gonzi | 97,688  | 39.8  | 2 / 5  | 2   | 2n   |
| 2009 | Lawrence Gonzi | 100,483 | 40.5  | 2 / 6  | =   | = 2n |
| 2014 | Simon Busuttil | 100,785 | 40.2  | 3 / 6  | 1   | = 2n |
| 2019 | Adrian Delia   | 98,611  | 37.9  | 2 / 6  | 1   | = 2n |
| 2024 | Bernard Grech  | 109,351 | 42.02 | 3 / 6  | 1   | = 2n |

## Líders del partit
- 1880-1905 Fortunato Mizzi
- 1926-1942 Sir Ugo Pasquale Mifsud (Primer Ministre: 1924-27, 1932-33) i Dr Enrico Mizzi
- 1942-1944 Giorgio Borg Olivier (acting)
- 1944-1950 Dr Enrico Mizzi (Primer Ministre: 1950)
- 1950-1977 Giorgio Borg Olivier (Primer Ministre: 1950-1955, 1962-1971)
- 1977-2004 Dr Eddie Fenech Adami (Primer Ministre: 1987-1996, 1998-2004)
- 2004- Dr Lawrence Gonzi (Primer Ministre: 2004-2008, 2008-)